# 세르게이 데먀시케비치
세르게이 니콜라예비치 데먀시케비치(벨라루스어: Сяргей Мікалаевіч Дземяшкевіч 샤르헤이 미칼라예비치 제먀슈케비치, 러시아어: Серге́й Никола́евич Демяшкевич, 1966년 8월 28일~)는 벨라루스의 레슬링 선수, 지도자로 소련, 독립국가연합 , 벨라루스 국가대표 선수로 활동했다. 1992년 하계 올림픽에서 남자 그레코로만형 헤비급 동메달을 획득했으며 세계 선수권 대회에서 금메달 1개, 동메달 1개, 유럽 선수권 대회에서 금메달 2개를 획득했다.